# Вязки (Тверская область)
Вязки — деревня в Западнодвинском районе Тверской области. Входит в состав Западнодвинского сельского поселения.

## География
Деревня расположена в северо-восточной части района. Расстояние до окраины Западной Двины составляет 1,5 км, центра города — более 5,5 км. Ближайший населённый пункт — деревня Барлово (по прямой), город Западная Двина (по автодороге).

## История
На топографической карте Фёдора Шуберта 1867—1901 годов деревня обозначена под названием Вески. Имела 4 двора.
На карте РККА 1923—1941 годов обозначена деревня Вески. Имела 15 дворов.
До 2005 года деревня входила в состав упразднённого в настоящее время Фофановского сельского округа.

## Население
| 2010 |
| ---- |
| 1    |

В 2002 году население деревни составляло 3 человека.
Национальный состав
Согласно результатам переписи 2002 года, в национальной структуре населения русские составляли 100 % от жителей.